# رشيد غزال
رشيد غزال  (بالفرنسية: Rachid Ghezzal)‏ (مواليد 9 مايو 1992)، هو لاعب كرة قدم جزائري يلعب في مركز الجناح مع نادي بشتكاش في الدوري التركي ومنتخب الجزائر.

## مسيرته الكروية

### ليون
ولد رشيد غزال في ديسين-شاربيو في متروبوليتان ليون. في يوليو 2010 وقّع عقدًا مع ليون لمدة خمس سنوات.
بعد المشاركة مع فريق الاحتياطي في البطولة الوطنية 2 للهواة لموسمين متتاليي تمت ترقيته قبل موسم 2012-13 إلى الفريق الأول من قبل المدير الفني ريمي غارد وأرتدى القميص رقم 31.

### موناكو
في 7 أغسطس 2017 ، انضم غزال إلى نادي موناكو الفرنسي من خلال توقيع عقد لمدة أربع سنوات حتى يونيو 2021. وأفادت الأنباء أن موناكو سيدفع له مكافأة توقيع تبلغ 3 ملايين يورو وراتب شهري حوالي 180,000 يورو. عندما انتهى عقده مع ليون في 30 يونيو 2017 ، إنتقل بشكل حر إلى موناكو.

### ليستر سيتي
في 5 أغسطس 2018 ، انضم غزال إلى نادي ليستر سيتي الإنجليزي، في عقد لمدة أربع سنوات.

## مسيرته الدولية
على المستوى الدولي، كان غزال مؤهلاً لتمثيل كل من فرنسا والجزائر، وذكر أنه يفضل تمثيل الجزائر. في عام 2013 ، تلقى دعوة من فرنسا تحت 20 سنة للمشاركة في بطولة تولون. إلا أن غزال اختار فيما بعد اللعب للجزائر، حيث سجل هدفه الأول في مارس 2016 ضد إثيوبيا.

## حياته الشخصية
هو الشقيق الأصغر للاعب الدولي السابق عبد القادر غزال.

## الإحصائيات

### النادي
آخر تحديث 1 سبتمبر 2018.
| النادي     | الموسم   | الدوري           | الدوري | الدوري  | الكأس  | الكأس   | أوروبا | أوروبا  | المجموع | المجموع |
| النادي     | الموسم   | الدرجة           | الظهور | الأهداف | الظهور | الأهداف | الظهور | الأهداف | الظهور  | الأهداف |
| ---------- | -------- | ---------------- | ------ | ------- | ------ | ------- | ------ | ------- | ------- | ------- |
| ليون       | 2012–13  | الدوري الفرنسي   | 14     | 1       | 2      | 0       | 4      | 0       | 20      | 1       |
| ليون       | 2013–14  | الدوري الفرنسي   | 0      | 0       | 0      | 0       | 0      | 0       | 0       | 0       |
| ليون       | 2014–15  | الدوري الفرنسي   | 18     | 0       | 3      | 0       | 2      | 0       | 23      | 0       |
| ليون       | 2015–16  | الدوري الفرنسي   | 29     | 8       | 5      | 2       | 4      | 0       | 38      | 10      |
| ليون       | 2016–17  | الدوري الفرنسي   | 26     | 2       | 1      | 0       | 11     | 0       | 38      | 2       |
| ليون       | المجموع  |                  | 87     | 11      | 11     | 2       | 21     | 0       | 119     | 13      |
| موناكو     | 2017–18  | الدوري الفرنسي   | 26     | 2       | 5      | 0       | 4      | 0       | 35      | 2       |
| ليستر سيتي | 2018–19  | الدوري الإنجليزي | 3      | 1       | 0      | 0       | 0      | 0       | 3       | 1       |
| الإجمالي   | الإجمالي |                  | 116    | 14      | 16     | 2       | 25     | 0       | 157     | 16      |

### الأهداف الدولية
قائمة الأهداف والنتائج مغ منتخب الجزائر الأول.
| # | التاريخ      | المكان                             | الخصم   | الهدف | النتيجة | المسابقة                        |
| - | ------------ | ---------------------------------- | ------- | ----- | ------- | ------------------------------- |
| 1 | 23 مارس 2016 | ملعب مصطفى تشاكر، البليدة، الجزائر | إثيوبيا | 6–0   | 7–1     | تصفيات كأس الأمم الأفريقية 2017 |

## الملاحظات
1. ↑  تشمل كأس فرنسا وكأس الرابطة الفرنسية وكأس الأبطال الفرنسي.
2. ↑  تشمل دوري أبطال أوروبا والدوري الأوروبي.

## وصلات خارجية
- رشيد غزال على موقع الاتحاد الأوربي (الإنجليزية)
- رشيد غزال على موقع اتحاد تركيا (لاعب) (الإنجليزية)
- رشيد غزال على موقع رابطة كرة القدم الفرنسية للمحترفين (الإنجليزية)
- رشيد غزال على موقع قاعدة بيانات كرة القدم.إي يو (الإنجليزية)
- رشيد غزال على موقع ليكيب (الفرنسية)
- رشيد غزال على موقع ناشيونال فوتبول تيمز (الإنجليزية)
- رشيد غزال على موقع Soccerbase.com (لاعب) (الإنجليزية)
- رشيد غزال على موقع Soccerway.com (الإنجليزية)
- رشيد غزال على موقع عالم كرة القدم.نت (الإنجليزية)
- رشيد غزال على موقع AS.com (الإسبانية)